# Teatre de Daugavpils
El Teatre de Daugavpils en letó, Daugavpils teātris, és un teatre professional de Letònia fundat el 1854 es va mantenir tancat des de 1963 i inaugurat novament el 1996 després de ser restaurat. Està ubicat a la ciutat de Daugavpils.

## Història
Actualment, la companyia ocupa la Casa del Poble (Vienības nams) on des de 1938 es van produir obres de teatre, mentre que la història del teatre a la ciutat comença al segle xix. Compta amb actors russos i letons per la qual cosa es realitzen programes d'obres en totes dues llengües, algunes vegades també hi ha actuacions en latgalià. Al teatre s'efectuen espectacles dirigits a tota classe de públic sense oblidar el públic infantil. Harijs Petrockis va muntar una òpera rock Čigāns sapnī, sobre un poema de Māra Čaklā.